# Мухаммед-Реза Хекмат
Мухаммед-Реза Хекмат (перс. رضا حکمت; 1891 — 15 березня 1978) — іранський державний і політичний діяч, прем'єр-міністр упродовж нетривалого періоду в грудні 1947 року.

## Життєпис
Народився 1891 року в місті Шираз, у родині впливового землевласника. Брав активну участь у Конституційній революції. За часів окупації Ірану союзними британсько-радянськими військами Хекмат організував повстанську групу, що воювала з британськими солдатами на півдні Ірану.
Піс ля завершення війни Хекмат переїхав до Тегерана та влаштувався на державну службу, був губернатором різних провінцій, а потім став сенатором. У грудні 1947 року очолював уряд, а після відставки був спікером меджлісу.